# ウイスキーが、お好きでしょ
「ウイスキーが、お好きでしょ」は、石川さゆりがSAYURI名義で発表した楽曲である。1991年2月21日に日本コロムビアより発売された。
1990年にCMソングとして発表されたのち、2000年代後半に再びCMソングに起用されたことで複数のカバーバージョンが制作された。

## 解説
- サントリーのウイスキー「サントリークレスト12年」のCMソングとして企画制作され、1990年から1991年にかけて使用された。プロデューサーは大森昭男。
- 曲調は演歌ではなくジャズやムード歌謡の要素が強い。CDリリース後もテレビやコンサートなどで披露する機会はほとんどなかった。
- 2007年から小雪出演のサントリー角瓶のCMソングとして再度起用された。
- 2010年7月から同年8月20日にはJR新橋駅の発車メロディにも使用された[2]。

## シングル収録曲

### 石川さゆり版（1991年）
| 全作詞: 田口俊、全作曲: 杉真理。 |                                |        |            |            |
| #                                | タイトル                       | 作詞   | 作曲・編曲 | 編曲       |
| 1.                               | 「ウイスキーが、お好きでしょ」 | 田口俊 | 杉真理     | 斎藤毅     |
| 2.                               | 「あやまらなくていいの」       | 田口俊 | 杉真理     | 羽田健太郎 |

### 竹内まりや版（2010年）
| 全作詞: 田口俊（track3のみ英語詞：星野操）、全作曲: 杉真理。 |                                                                         |                                    |            |                                    |      |
| #                                                            | タイトル                                                                | 作詞                               | 作曲・編曲 | 編曲                               | 時間 |
| 1.                                                           | 「ウイスキーが、お好きでしょ [CMアレンジ Version]」                     | 田口俊（track3のみ英語詞：星野操） | 杉真理     | 嶋田陽一、コーラスアレンジ：杉真理 | 3:54 |
| 2.                                                           | 「ウイスキーが、お好きでしょ [オーケストラ Version]」                   | 田口俊（track3のみ英語詞：星野操） | 杉真理     | 服部克久                           | 4:03 |
| 3.                                                           | 「You & Night & Whisky [ストリングス Version]」                         | 田口俊（track3のみ英語詞：星野操） | 杉真理     | 服部克久                           | 4:11 |
| 4.                                                           | 「ウイスキーが、お好きでしょ [CMアレンジ Version]」(Original Karaoke)   | 田口俊（track3のみ英語詞：星野操） | 杉真理     | 嶋田陽一、コーラスアレンジ：杉真理 | 3:53 |
| 5.                                                           | 「ウイスキーが、お好きでしょ [オーケストラ Version]」(Original Karaoke) | 田口俊（track3のみ英語詞：星野操） | 杉真理     | 服部克久                           | 4:01 |

## カバー
- スリー・グレイセス - アルバム『The Three Graces』収録（1991年9月1日リリース）
- キャロリン・レンハート - アルバム『キャロリン・レンハート』収録（1992年10月28日リリース）
- 桃井かおり - アルバム『MORE STANDARD』収録（1993年10月21日リリース）
- 杉真理 - セルフカバー / アルバム『LOVE MIX』収録（2002年6月21日リリース）
- ゴスペラーズ - シングル『ラヴ・ノーツ』収録（2009年10月14日リリース）
- 竹内まりや - シングル（2010年11月3日）、アルバム『TRAD』収録（2014年9月10日リリース）
- 三浦あずさ（たかはし智秋） - 企画アルバム『THE IDOLM@STER MASTER ARTIST 2 -SECOND SEASON- 03 三浦あずさ』収録（2011年6月22日リリース）
- 矢野沙織 - アルバム『Answer』収録（2012年10月17日リリース）
- ハナレグミ - アルバム『だれそかれそ』収録（2013年5月22日リリース）
- meg（ジャズシンガー）アルバム『meglution 』収録（2015年2月25日リリース）
- 田島貴男（ORIGINAL LOVE）アルバム『ラヴァーマン』収録（2015年6月10日リリース）
- 浜崎貴司 - CMソング用（2016年5月3日オンエア開始）
- ATSUSHI（EXILE）CMソング『幸せの黄色いレモン』篇（2017年3月4日オンエア開始）
- 藤巻亮太 - 配信限定アルバムとして通常バージョンとCMバージョンを配信（2019年6月26日配信開始）
- クラムボン - サブスクにてフルバージョンを配信（2020年5月4日配信開始）
- 折坂悠太 - CMソング用[3][4]（2021年4月5日オンエア開始） / 各種サブスク、DLサイトにて配信（2021年4月7日配信開始）
- GLIM SPANKY - CMソング用（2022年4月11日オンエア開始）、各種サブスク、DLサイトにて配信（2022年4月27日配信開始）
- なかの綾 - アルバム『わるいくせ』収録（2014年09月03日リリース）
- 桃井まり - アルバム『ヒアズ・トゥ・ライフ〜 熱愛の果て』収録（2016年07月13日リリース）
- 岡野昭仁 - CMソング『imagine.』篇[5]（2025年3月24日オンエア開始）